# Secundino Zuazo
Secundino Zuazo Ugalde (Bilbao, 1887 - Madrid, 1971) foi um arquitecto e urbanista espanhol. Terminou a sua carreira em Madrid, em 1913, e desde então passou a morar lá. Foi um arquitecto racionalista, dos mais relevantes da sua geração. Entre suas obras arquitectónicas, a mais conhecida é a Casa das Flores em Madrid e os Novos Ministérios (cuja obra não dirigiu). No urbanismo destacam-se o Plan comarcal, de Madrid, e o projecto de prolongamento da Castellana.